# Mary Cotton

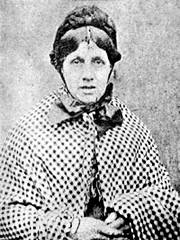
Mary Cotton

Mary Ann Cotton (oktober 1832 - 24 maart 1873) is een van de bekendste seriemoordenaressen van het Verenigd Koninkrijk. Ze werd veroordeeld voor één moord, maar werd verdacht van het doden van zo'n twintig personen door vergiftiging.

## Biografie
Ze werd geboren in Tyne and Wear, in Noord-Engeland. Mary en haar broer werden opgevoed door haar moeder nadat haar vader overleed in 1840. Mary's moeder hertrouwde, maar er wordt gezegd dat Mary een hekel had aan haar stiefvader. Door dit conflict vluchtte ze uit huis toen ze 16 was.
Ze trouwde voor de eerste keer in 1852 en kreeg vijf kinderen, van wie er vier jong stierven, een hoog percentage, zelfs in de victoriaanse tijd. Mary vocht regelmatig met haar man, die in januari 1865 plotseling overleed.
Ze kwam hierna weer terug naar de regio waar ze geboren was, en een paar maanden na de dood van haar man trouwde ze opnieuw. Haar nieuwe echtgenoot overleed in oktober datzelfde jaar aan een "onbekende ziekte".
In 1866 overleed Mary's moeder na een korte ziekte. In die tijd had Mary een relatie met de weduwnaar James Robinson, met wie ze snel trouwde. Robinson had vier kinderen, alhoewel er twee overleden kort nadat hij Mary leerde kennen. Hij werd achterdochtig, voornamelijk omdat Mary er bij hem op bleef aandringen een levensverzekering te nemen. Na de geboorte van een dochter verliet Mary hem in 1869 - hij is de enige man die een huwelijk met haar overleefde.
In 1870 trouwde Mary opnieuw met een weduwnaar, Frederick Cotton, wiens achternaam ze aannam. Dit huwelijk was eigenlijk niet geldig, want ze was nooit officieel van haar vorige man gescheiden. Ze kregen een zoon.
Kort daarna overleden Fredericks zuster en een aantal vrienden na plotselinge ziektes. Frederick zelf overleed in 1871 aan "gastrische koorts". Tussen 10 maart en 1 april 1872 stierven achtereenvolgens ook nog Mary's minnaar, Joseph Natrass, haar eigen zes maanden oude baby en de oudste van haar twee stiefzoons. Toen de andere stiefzoon, Charles Cotton, op 12 juli het leven liet, gingen de verhalen in de ronde dat toch wel heel veel van Mary's naasten en familie zo plotseling waren overleden over de afgelopen 20 jaar. Een buurman stapte naar de politie.
De politie liet het lichaam van Charles, de laatste die was overleden, opgraven voor onderzoek, en er werden sporen van arseen gevonden. Mary Cotton werd aangeklaagd voor moord. Volgens de politie was haar motief geweest het verkrijgen van geld uit levensverzekeringen die ze had afgesloten op haar latere slachtoffers. De jury achtte haar schuldig, en op 24 maart 1873 werd ze opgehangen in de gevangenis van Durham.
Ze hield tot het eind vol niet schuldig te zijn, maar haar reputatie als Engelands eerste vrouwelijke seriemoordenaar houdt stand.

## Trivia
Er is een Engels kinderliedje waarin het verhaal wordt verteld:
Mary Ann Cotton —

She's dead and she's rotten!

She lies in her bed

With her eyes wide open.
Sing, sing!

Oh, what can I sing?

Mary Ann Cotton is tied up with string.
Where, where?

Up in the air — selling black puddings a penny a pair.